# Danny Cano
Danny Cano  (Pereira, Colombia; 12 de febrero de 1986) es un futbolista colombiano. Juega de defensa. Actualmente milita en el Deportivo Pereira de la Categoría Primera A colombiana.

## Clubes
| Club                 | País     | Año       |
| -------------------- | -------- | --------- |
| Deportivo Pereira    | Colombia | 2004-2005 |
| Depor Aguablanca     | Colombia | 2005      |
| Pumas de Casanare    | Colombia | 2006      |
| Deportivo Pereira    | Colombia | 2007-2008 |
| Itagüí               | Colombia | 2008-2009 |
| Deportivo Pasto      | Colombia | 2010      |
| Deportivo Pereira    | Colombia | 2010-2012 |
| Real Cartagena       | Colombia | 2013      |
| Atlético Bucaramanga | Colombia | 2014-2016 |
| Unión Magdalena      | Colombia | 2017      |
| Deportivo Pereira    | Colombia | 2019-2022 |

## Palmarés

### Torneos Nacionales
| Título    | Club                 | País     | Año  |
| --------- | -------------------- | -------- | ---- |
| Primera B | Atlético Bucaramanga | Colombia | 2015 |
| Primera B | Deportivo Pereira    | Colombia | 2019 |